# Аудор, Линнт
Линнт Аудор (нидерл. Lynnt Audoor; родился 13 октября 2003) — бельгийский футболист, полузащитник клуба «Клуб НКСТ».

## Клубная карьера
Воспитанник футбольной академии клуба «Брюгге».
17 июля 2022 года дебютировал в основном составе «Брюгге» в матче Суперкубка Бельгии против «Гента». 14 августа 2022 года дебютировал в высшем дивизионе чемпионата Бельгии в матче против «Лёвена».

## Карьера в сборной
Выступал за сборные Бельгии до 16, до 17 и до 19 лет.

## Достижения
Брюгге
- Обладатель Суперкубка Бельгии: 2022

## Личная жизнь
Его отец Ив Аудор также был футболистом и играл за «Брюгге» и «Беерсхот».